# Yūki Mutō
Yūki Mutō (jap. 武藤雄樹 Mutō Yūki; ur. 7 listopada 1988) – japoński piłkarz, reprezentant kraju. Obecnie występuje w Urawa Reds.

## Kariera klubowa
Od 2011 do 2014 roku występował w klubie Vegalta Sendai. Od 2015 roku gra w zespole Urawa Reds.

## Kariera reprezentacyjna
W reprezentacji Japonii zadebiutował w 2015. W sumie w reprezentacji wystąpił w 2 spotkaniach.

## Statystyki
| Reprezentacja Japonii | Reprezentacja Japonii | Reprezentacja Japonii |
| Rok                   | Mecze                 | Gole                  |
| --------------------- | --------------------- | --------------------- |
| 2015                  | 2                     | 2                     |
| Razem                 | 2                     | 2                     |